# Vuurtoren van Cape Flattery
Cape Flattery Lighthouse is een vuurtoren uit Washington. Het werd in 1854 gebouwd en was de derde vuurtoren in de staat. Het ontwerp was van Ammi Burnham Young. Het oorspronkelijke gebouw met toren staat er nog steeds. In 1872 werd een mistsignaalgebouw op het eiland opgetrokken. 
Deze vuurtoren is de meest noordelijke continentale vuurtoren aan de westkust van de Verenigde Staten.